# Tankgärung
Tankgärung (Méthode Charmat) ist ein Verfahren der Sektherstellung, bei dem die zweite Gärung der Sektgrundweine in druckfesten Großgärgebinden durchgeführt wird. 
Bereits Mitte des 19. Jahrhunderts gab es Versuche, Schaumwein in Großraumbehältern herzustellen. Im Jahr 1858 nahmen die Franzosen Maumené und Jaunay in der Champagne mehrere Tanks mit einem Fassungsvermögen von je 3200 Liter in Betrieb. Da jedoch druckfeste Armaturen und Filter fehlten, wurden die Versuche recht bald eingestellt. Nach einem seiner Begründer, dem französischen Önologen Eugène Charmat, wird die Tankgärung auch Méthode Charmat genannt. Charmat entwickelte seine Technologie ab dem Jahre 1907 an der Universität in Montpellier (Languedoc). Zur gleichen Zeit beschäftigten sich die Önologen in Italien mit der Herstellung von Asti Spumante im Großgärbehälter. Das Verfahren wurde erst seit den 1930er-Jahren technisch möglich, da bei diesem Verfahren alle Herstellungsprozesse (Filtration, Abfüllung) im Gegendruckverfahren bei max. 8 bar ablaufen müssen. Das Verfahren ermöglichte eine kostengünstigere Sektproduktion als das bis dahin einzig bekannte Verfahren der Klassischen Flaschengärung (Methode Champenoise). Durch den wirtschaftlichen Aufschwung der 1950er Jahre und die „Demokratisierung“ des Schaumweines wurde das Verfahren unter wirtschaftlichen Aspekten interessant und ist die heute am weitesten verbreitete Methode, Sekt zu erzeugen. Die Vorteile liegen in einem geringeren Platzbedarf für Gärung und Lagerung, im Fortfall des arbeitsintensiven und platzintensiven Rüttelns auf dem Rüttelpult sowie im Fortfall des zeitintensiven Dégorgierens.